# Sprengstoffanschlag auf dem Flughafen Frankfurt am Main
Der Sprengstoffanschlag auf dem Flughafen Frankfurt Main ereignete sich am 19. Juni 1985 in Frankfurt am Main. Die Täter hatten eine Reisetasche mit mehreren Kilogramm Sprengstoff in der Abflughalle des Terminal B abgestellt und zur Explosion gebracht. Durch die Explosion wurden zwei australische Kinder und ein Mann getötet und mehr als 40 Personen verletzt. Der Tat folgte eine große Anzahl von unterschiedlichen Bekennerschreiben. Der Anschlag ist bis heute nicht aufgeklärt.

## Sprengstoffanschlag
Am 19. Juni 1985 um 14:42 Uhr explodierten mehrere Kilogramm Sprengstoff an einer Sitzgruppe in der Abflughalle des Terminal B. Dabei wurden zwei australische Kinder und ein Mann getötet. Mehr als 40 weitere Opfer wurden bei der Explosion zum Teil schwer verletzt. Durch die Wucht der Explosion wurde ein Loch in den Terminalboden gerissen und 1200 m² Glasfront von der Fassade des Terminalgebäudes abgesprengt.

## Einordnung
Um 16:10 Uhr am selben Tag ging in der Telefonzentrale der Frankfurter Rundschau ein erster Anruf ein. Ein Mann teilte dort wörtlich mit: „Wegen der Bombe am Flughafen – weitere Bombenanschläge werden folgen“. Danach legte er auf. Bereits einen Tag später ging ein erstes Bekennerschreiben im Büro der Nachrichtenagentur Reuters in der libanesischen Hauptstadt Beirut ein. Es folgten viele weitere Bekenneranrufe und -schreiben, die Angaben reichen von 22 bis 32. Sie stammten von sehr unterschiedlichen Gruppen wie der Tamilischen Befreiungsfront oder radikalen Umweltschützern, die sich „Peace Conquerors“ nannten.
Die Ermittlungen gestalteten sich aufgrund der Vielzahl der potentiell Verantwortlichen schwierig. Im Staatsschutz des Landes Hessen wurde eine Sonderkommission gegründet, der zunächst 111 Beamte angehörten. Die Kommission führte 1126 Zeugenbefragungen durch und ging 1060 Spuren und Hinweisen nach.
Die Bundesanwaltschaft verdächtigte drei Jahre nach der Tat palästinensische Terroristen der Abu-Nidal-Organisation. Die verantwortlichen Täter konnten jedoch bis heute nicht zweifelsfrei ermittelt werden. Als Drahtzieher gelten Abu Nidal und Khaled Ibrahim Mahmood, der wegen des Anschlags auf den Flughafen Rom-Fiumicino im Dezember 1985 eine langjährige Haftstrafe verbüßen musste. 2015 gab die Bundesanwaltschaft bekannt, dass sie noch immer wegen Mordes und versuchten Mordes ermittle, machte jedoch keine genaueren Angaben zu aktuellen Ermittlungsansätzen.

## Folgen für die Sicherheit am Flughafen
Als Folge des Anschlags wurden die Sicherheitsvorkehrungen am Flughafen Frankfurt auf die „Höchste Kontrollstufe“ erhöht. Gepäck und Passagiere werden seither deutlich stärker kontrolliert. Herrenlose Gepäckstücke am Flughafen werden von der Bundespolizei als potenzielle Bedrohung wahrgenommen, entsprechende Bereiche abgesperrt und durch Sprengstoffexperten untersucht. In verschiedensprachigen Lautsprecherdurchsagen werden Passagiere um Achtsamkeit für das eigene Gepäck oder verdächtige Gepäckstücke hingewiesen.